# Polycarena exigua
Polycarena exigua är en flenörtsväxtart som beskrevs av O.M. Hilliard. Polycarena exigua ingår i släktet Polycarena och familjen flenörtsväxter. Inga underarter finns listade i Catalogue of Life.